# Търговска гимназия (Свищов)
Търговска гимназия „Димитър Хадживасилев“ в Свищов започва обучение през 1884 г.

## История
Началото е поставено от Димитър Хадживасилев, с чието дарение се построява и поддържа училищната сграда.
Австрийският архитект Паул Бранк през 1891 г. печели конкурса за проект на сграда, която е умален модел на сградата на Виенския университет. В сградата е заработило първото парно на Балканския полуостров. Строежът продължава 40 месеца – от 1 септември 1892 до декември 1895 г. и е на стойност 586 000 лева – сравнителната равностойност към 2009 г. (зависеща от метода на изчисление) е 8 000 000 лева). Финансиран е от лихви, събрани по основния фонд – 206 000 лв.; заем от ЮБНБ – 130 000 лв.; помощ (дарение) от държавата – 250 000 лв.
През земетресението на 4 март 1977 г. таванът на сградата, аулата и учителската стая са разрушени. Повреден е механичният часовник на покрива над централната фасада. Цялото училище е напукано. Реставрирането продължава до 1984 г. Часовникът над централната фасада обаче заработва едва през 2002 г.
В началото си има има директор и учител. Първоначално предложеният годишен бюджет през 1883 г. от Константин Иречек е 6360 лева (сравнителна стойност 85 000 лева към 2009 г.)

## Личности
Възпитаници
- Николай Лилиев, 1903 – поет
- Ламар (Лалю Маринов), 1916 – поет
- Иван Хаджийски, 1925 – публицист
- Никола Николов – офицер
- Райко Даскалов – политик
- Марко Рясков – финансист
- Тодор Кабакчиев – диригент
- Добри Божилов, 1902 – министър-председател на България (1943 – 1944), екзекутиран на 1 февруари 1945 г. от комунистическия режим.

Преподаватели
- Владимир Димитров - Майстора – художник
- Лазар Паяков (1860 – 1910) – икономист и политик